# Comix Internacional
Comix Internacional fue una revista de historietas publicada en España en tres épocas diferentes:

## Primera época: Ilustración + Comix Internacional (1980-1986)
En su primera época, durante el boom del cómic adulto en España, mantuvo una periodicidad mensual y alcanzó 70 número ordinarios más 2 especiales. Fue editada por Toutain Editor, quien difundió a través de ella un material muy heterógeneo, aunque predominaba el cómic clásico, destacando el trabajo de autores como Horacio Altuna, Josep Maria Beà, Enki Bilal, Alberto Breccia, Pierre Christin, Richard Corben, Das Pastoras, Will Eisner, Alfons Figueras, Harold Foster, Carlos Giménez, Juan Giménez, Frank Robbins, Carlos Sampayo, Francisco Solano López y Carlos Trillo.
Para la teórica Francisca Lladó, esta revista 

se comportó como un "órgano de agencia", desde el momento que dispuso de una gran cantidad de material publicado sin un hilo conductor concreto. Toutain no fue capaz de hallar las innovaciones y los nuevos esquemas que el lector requería una vez superada la "fase didáctica" de dar a conocer dibujantes y personajes clásicos."

Incluyó:
| Fechas    | Números | Título                                  | Guionista           | Dibujante           | Tipo             | Procedencia             |
| --------- | ------- | --------------------------------------- | ------------------- | ------------------- | ---------------- | ----------------------- |
| 1980      | 1-      | El peregrino de las estrellas           | Carlos Trillo       | Enrique Breccia     | Serie            |                         |
| 1980      | 1-      | Historias de la estupidez humana        | Mirko Ilić          | Mirko Ilić          | Serie            |                         |
| 1980      | 1       | Toma y daca                             | Archie Goodwin      | Russ Heath          | Historieta breve | Blazing Combat 4 (1965) |
| 1980      | 1-      | La ciudad que nunca existió             | Pierre Christin     | Enki Bilal          |                  |                         |
| 1980      | 1-      | The Spirit                              | Will Eisner         | Will Eisner         | Serie            |                         |
| 1980      | 1-      | Rowlf                                   | Richard Corben      | Richard Corben      |                  |                         |
| 1980      | 1-      | Auxilio Social                          | Carlos Giménez      | Carlos Giménez      | Serie            |                         |
| 1980      | 1       | Alazán                                  | Mario Galván        | Carlos Roume        | Historieta breve | Tit-Bits 1 (05/1975)    |
| 1980      | 1-      | Vea a Beá                               | Josep M. Bea        | Josep M. Bea        | Serie            | Nuevo                   |
| 1980      | 1-      | El cómic vivo                           | VV. AA.             | VV. AA.             | Serie            | Nuevo                   |
| 1980      | 2       | La ametralladora                        | Archie Goodwin      | John Severin        | Historieta breve | Blazing Combat (1965)   |
| 1980      | 2       | Memphis'33                              | Guillermo Saccomano | Horacio Altuna      | Historieta breve |                         |
| 1980      | 4-      | 'Espadas del cielo, flores del infierno | Michael Moorcock    | Howard Chaykin      |                  |                         |
| 1981      | 7-      | La feria de los inmortales              | Enki Bilal          | Enki Bilal          | Serie            |                         |
| 1981      | 10-     | Miss Lace                               | Milton Caniff       | Milton Caniff       | Serie            |                         |
| 1981      |         | Starbuck                                | Howard Chaykin      | Howard Chaykin      | Serie            | , 1976                  |
| 1981      | 13-     | Scherezade                              | Sergio Toppi        | Sergio Toppi        |                  |                         |
| 04/1982-  | 17-     | Starstruck                              | Elaine Lee          | Michael Kaluta      | Serie            |                         |
| 06/1982-  | 19-     | Ciudad                                  | Ricardo Barreiro    | Juan Giménez        | Serie            |                         |
| 1982      |         | Manoladas                               | Manel               | Manel               | Serie            | Nueva                   |
| 1983-1984 | 32-37   | Iberland                                | Franco Saudelli     | Franco Saudelli     | Serie            |                         |
|           | 45-50   | ¿Drácula, Dracul, Vlad? ¡Bah…!          | Alberto Breccia     | Alberto Breccia     | Serie            |                         |
|           |         | Los ángeles de acero                    | Víctor Mora         | Víctor de la Fuente | Serie            | "Pilote"                |

## Segunda época: Totem el Comix (1987-1991)
En plena crisis del cómic, Josep Toutain fusionó "Totem" y "Comix Internacional". También aumentó el erotismo de sus páginas, que ahora contaban con autores como José María Beroy, Crepax, Magnus o Milo Manara. Sumó 67 números ordinarios de periodicidad trimestral más tres extraordinarios.

## Tercera época: Comix Internacional (1992)
La tercera época de Comix Internacional fue dirigida también por Josep Toutain, pero transcurrió bajo el sello de Ediciones Zinco que había adquirido el fondo de su editorial. Con una periodicidad mensual, la revista llegó hasta el sexto número.
En esta tercera época repiten figuras del mundo del cómic como Carlos Giménez o Corben y se incorporan nuevos talentos como Fernando de Felipe y Oscar Aibar entre otros.
| Fechas | Números | Título                     | Guionista          | Dibujante          | Tipo  | Procedencia |
| ------ | ------- | -------------------------- | ------------------ | ------------------ | ----- | ----------- |
| 1992   | 1-      | Burton & Cyb               | Antonio Segura     | José Ortiz         | Serie |             |
| 1992   | 1-5     | Broodway (mundo de mierda) | Mike Ratera        | Mike Ratera        | Serie | Nueva       |
| 1992   | 2-5     | Museum                     | Fernando de Felipe | Fernando de Felipe | Serie | Nueva       |
| 1992   | 3-5     | Den                        | Richard Corben     | Richard Corben     | Serie |             |
| 1992   | 3-5     | Cody Starbuck              | Howard Chaykin     | Howard Chaykin     | Serie |             |